# شهرستان توانفنگ
شهرستان توانفنگ (به لاتین: Tuanfeng County) یک شهرستان‌های جمهوری خلق چین در چین است که در هوانگانگ واقع شده‌است.
 شهرستان توانفنگ ۸۳۸٫۴ کیلومتر مربع مساحت و ۳۳۸٬۶۰۹ نفر جمعیت دارد.